# Территория (роман)
«Территория» — роман Олега Куваева, признанный вершиной его творчества. Начиная с 1975 года роман выдержал более 30 изданий, в том числе в «Роман-газете» трёхмиллионным (два раза по 1,5 млн) тиражом. Издавался он и за рубежом: на французском, немецком, испанском, арабском, английском, японском и польском языках. Книгу переводили в республиках СССР, а в Европе роман вышел в 17 издательствах.

## История создания и публикации

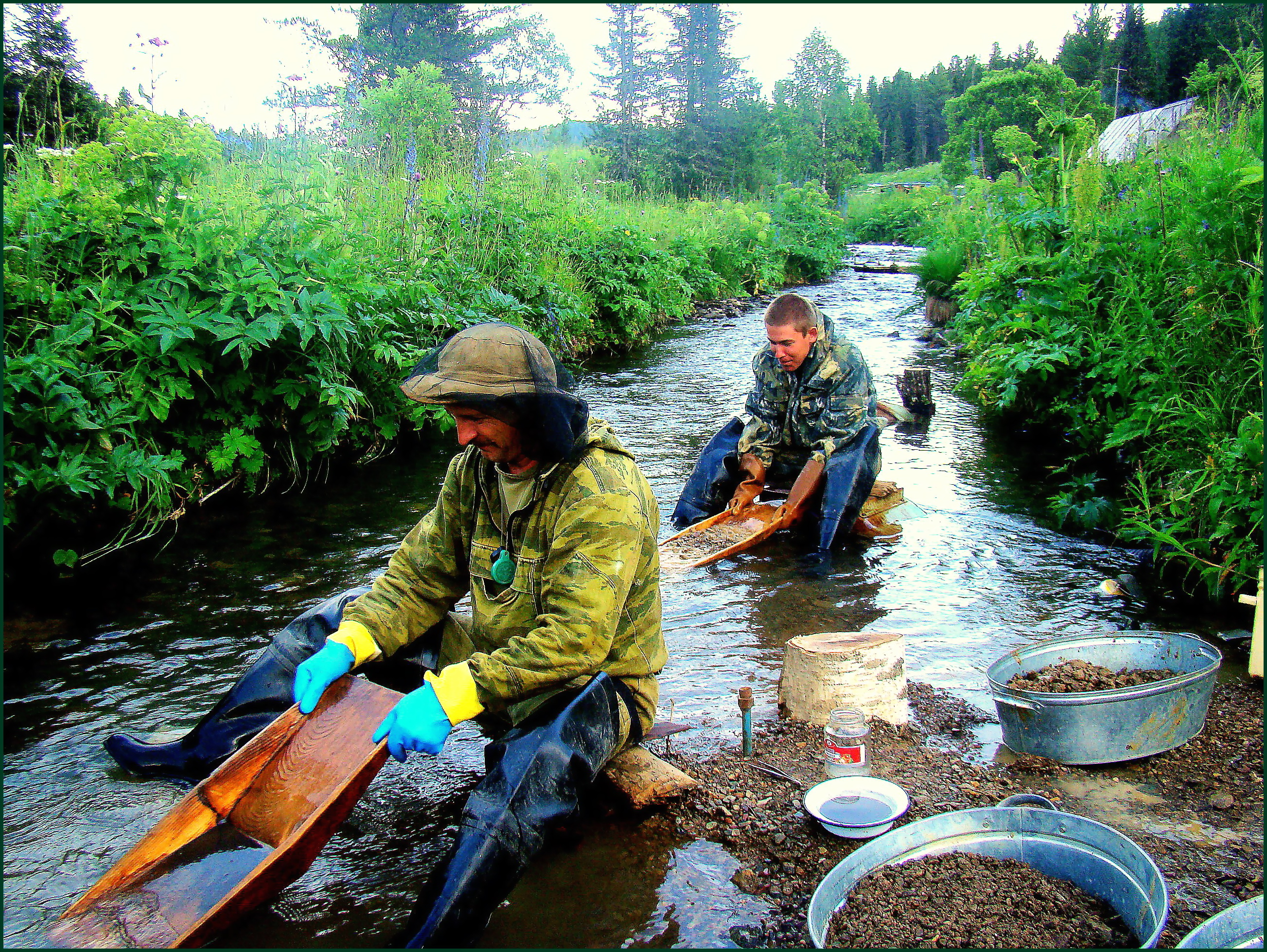
Промывка проб лотком на золото, основной метод первичного поиска месторождений тяжёлых металлов до появлений геофизических, геохимических и иных методов

## Экранизации

Афиша (киноплакат) фильма Территория, ГДР, 1980

## Издания на других языках

Некоторые зарубежные издания романа Территория